# Сельские патрули
Сельские патрули или рондас кампесинас, (исп. rondas campesinas) — органы общинного правосудия и общинной полиции в Перу.
Возникли во второй половине 1970-х годов, первоначально в департаменте Кахамарка, затем распространились по всей стране. Создание патрулей стало ответом крестьян на рост преступности и бездействие правоохранительных органов. Показали высокую эффективность в борьбе не только c угоном скота, но и с такими видами преступлений, как убийства, изнасилования, похищения людей. Благодаря действиям патрулей уровень криминала в сельском Перу заметно снизился.
Когда в начале 1980-х гг. в Перу развернула партизанскую войну против правительства маоистская группировка «Сендеро Луминосо», перуанское военное руководство стало способствовать созданию сельскими жителями патрулей, задачей которых, в отличие от ранее возникших аналогов, было противостояние в первую очередь незаконным вооруженным формированиям и лишь во вторую — общеуголовной преступности. В результате появились так называемые антипартизанские сельские патрули, или комитеты самообороны. Такая политика принесла положительный эффект: герилья была существенно ослаблена и в течение следующих двух десятилетий разгромлена.
Постепенно к сельским патрулям перешли функции разрешения разного рода внутриобщинных конфликтов и они превратились в органы общинной юстиции.
Первым актом официального признания сельских патрулей стал Закон № 24571 от 11 ноября 1986 г. В 1993 г. их статус был закреплен ст. 149 новой Конституции Перу. В 2003 г. для более точного разграничения юрисдикции общинных и государственных органов правосудия был принят Закон о сельских патрулях.